# Krasnooktiabrskij (obwód kurski)
Krasnooktiabrskij (ros. Краснооктябрьский) – osiedle typu wiejskiego w zachodniej Rosji, w sielsowiecie wiesiełowskim rejonu głuszkowskiego w obwodzie kurskim.

## Geografia
Miejscowość położona jest 6 km od centrum administracyjnego sielsowietu wiesiełowskiego (Wiesiełoje), 14 km od centrum administracyjnego rejonu (Głuszkowo), 130 km od Kurska.

## Demografia
W 2010 r. miejscowość zamieszkiwało 208 osób.